# Ancien hôpital militaire

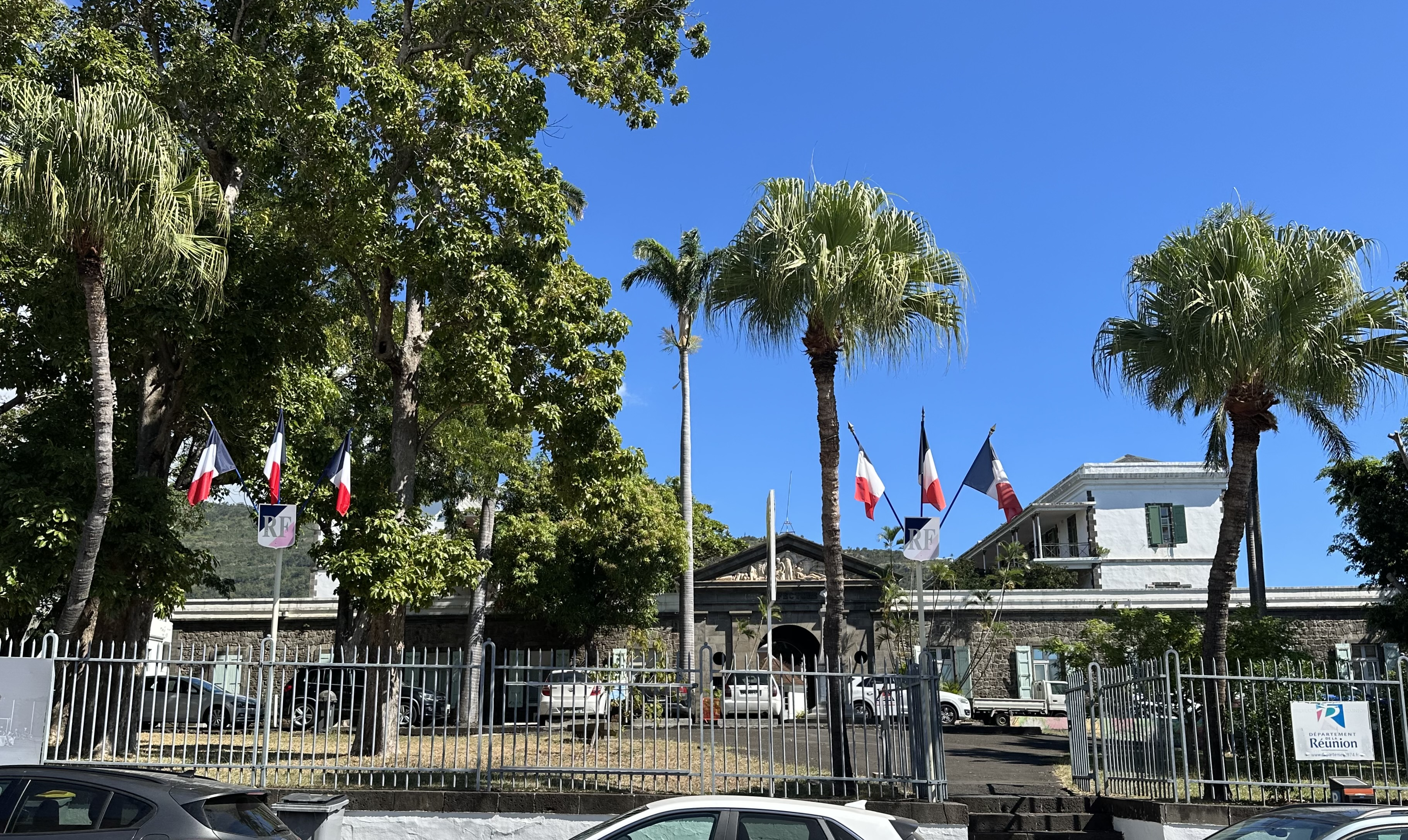
Blick von Osten, 2024

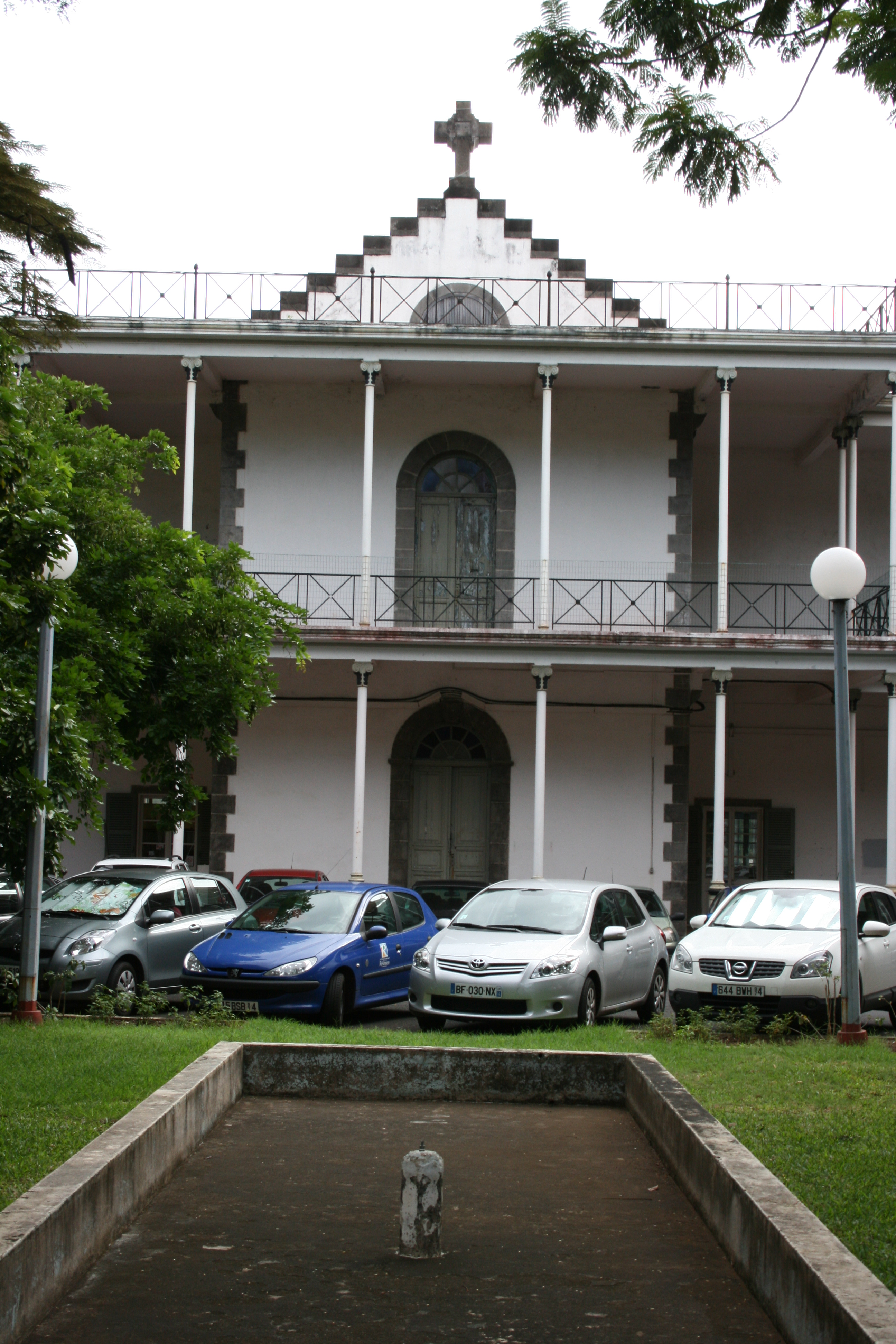
Kapelle, 2011

Das Ancien hôpital militaire (deutsch Altes Militärkrankenhaus) ist ein denkmalgeschütztes Gebäude in Saint-Denis auf der französischen Insel Réunion. Es ist Sitz des Départementrats von Réunion und beherbergt Behörden der Präfektur Réunion.

## Lage
Das Gebäude befindet sich im Zentrum von Saint-Denis auf der Westseite der Avenue de la Victoire, in einer Ecklage zur südlich einmündenden Rue de la Compagnie.

## Architektur und Geschichte
1731 erwarb die Französischen Ostindienkompanie das Grundstück, um dort ein ziviles Krankenhaus einzurichten. In separaten Bereichen wurden hier Weiße und Schwarze behandelt. 1764 wurde es dem König übergeben. In der zweiten Hälfte des 18. Jahrhunderts wurde das Krankenhaus durch weitere Bauten ergänzt. 1823 brannte das Gebäude zum Teil ab. Es wurde ein kompletter Neubau geplant. Die Idee von Ingenieur Spinasse aus dem Jahr 1826, das Krankenhaus außerhalb der Stadt wieder aufzubauen, wurde letztlich nicht weiter verfolgt. Jean-Baptiste Dumas entwarf 1829 einen Neubau mit einem Grundriss in U-Form, in dem axial eine Kapelle angeordnet und gesondert ein Empfangsbau vorgesetzt ist. An der Südseite des Grundstücks waren Nebengebäude vorgesehen. Die Arbeiten wurden mit einer Grundsteinlegung durch den Gouverneur Achille Guy Marie de Cheffontaines am 4. November 1829 aufgenommen, mussten jedoch von 1831 bis 1840 aus finanziellen Gründen eingestellt werden. Der Entwurf von Dumas wurde so zwar letztlich nicht umgesetzt, jedoch in späteren Entwürfen wieder aufgegriffen.
1843, nach anderen Angaben 1845, ergaben sich organisatorische Veränderungen, die Verwaltung ging von der Ostindienkompanie an den Staat über. Von Kapitän Roux wurde ein neues Projekt im Stil des Klassizismus erarbeitet, das jedoch vom Komitee für Befestigungen in Paris in Frage gestellt und durch einen neuen Entwurf ersetzt wurde. Es entstanden ab 1847 zwei dreigeschossige Gebäude in massiver Bauweise aus Basalt, die einen Hof einrahmen. Der Hof wird darüber hinaus auf der Rückseite von einem zweigeschossigen Flügel begrenzt, in dem sich eine Kapelle befindet. Zum Hof hin bestehen breite, von gusseisernen Säulen getragene Galerien. Auf ihnen konnten sich Patienten bewegen, darüber hinaus diente diese Konstruktion zur Sicherung der bauzeitlichen Hygienestandards.
Der nach Osten ausgerichtete Eingangsbereich diente der Unterbringung der Verwaltung. In der Mitte befindet sich ein monumentaler mit einem Dreiecksgiebel bekrönter Eingang. Im Giebelfeld ist ein vom Unternehmen Garnaud Fils aus Paris geliefertes Flachrelief angeordnet. Nach etwa zehn Jahren Bauzeit legte Kapitän Foucoult 1855 einen Plan zur Fertigstellung vor und schlug die Schaffung von 200 Krankenhausbetten vor. Die Bauarbeiten erstreckten sich bis in die 1860er Jahre. Da 1852 an einem anderen Standort ein neues ziviles Krankenhaus entstanden war, wurde der Bau nun ausschließlich als Militärkrankenhaus genutzt.
Das Krankenhaus wurde 1907 stillgelegt. Der Bau wurde vom Conseil général erworben und in Büros umgenutzt.
1966 brannte der südliche Flügel zur Rue de la Compagnie nieder. Es erfolgte ein Neubau aus Beton. Seit dem 3. April 2007 ist das Gebäude als Monument Historique ausgewiesen.